# Ashby (filme)
Ashby é um filme norte-americano de comédia dramática de 2015 dirigido e escrito por Tony McNamara. O filme é estrelado por Mickey Rourke, Nat Wolff, Emma Roberts e Sarah Silverman. O filme teve sua estreia mundial no Festival de Cinema de Tribeca em 19 de abril de 2015. O filme foi lançado nos Estados Unidos em 25 de setembro de 2015, pela Paramount Pictures e The Film Arcade.

## Elenco
- Nat Wolff como Ed Wallis
- Mickey Rourke como Ashby Holt
- Emma Roberts como Eloise
- Sarah Silverman como June Wallis
- Adam Aalderks como Valchek
- Michael Lerner como Entwhistle
- Audrey Reid Couch como Hayley
- Kevin Dunn como treinador Burton
- Zachary Knighton como o padre Ted
- Steve Coulter como Peter Black
- John Enos III como treinador

## Produção
Em junho de 2014, foi realizada uma chamada para figurantes. Em 27 de junho de 2014, quando a produção do filme começou, mais atores se juntaram ao filme, incluindo Michael Lerner, Kevin Dunn e Zachary Knighton.
Situado em Virgínia, as gravações principais do filme começaram em 22 de junho de 2014 em Charlotte, Carolina do Norte, e duraram cinco semanas. Em 23 de junho, as filmagens ocorreram em Matthews, Carolina do Norte. Quase 500 figurantes lotaram um estádio de futebol para filmar cenas de jogos. Em outubro de 2014, Alec Puro foi contratado para compor a trilha sonora do filme.

## Lançamento
O filme teve sua estreia mundial no Festival de Cinema de Tribeca em 19 de abril de 2015. Em maio de 2015, foi anunciado que a Paramount Pictures havia adquirido os direitos de distribuição internacional envolvendo Estados Unidos, Canadá, Reino Unido, Austrália, Alemanha, Nova Zelândia e Suíça. Nesse mesmo dia, foi anunciado que o filme seria lançado nos cinemas no outono de 2015. A Paramount se uniu ao The Film Arcade para distribuição nos cinemas dos EUA. O lançamento limitado do filme e o vídeo sob demanda ocorreu em 25 de setembro de 2015.

## Recepção
Ashby recebeu críticas mistas. No Rotten Tomatoes tem um índice de aprovação de 52%, baseado em 21 avaliações, com uma classificação média de 5,51/10. No Metacritic, o filme tem uma classificação de 46/100, com base em 8 críticos, indicando "críticas mistas ou médias".
Dennis Harvey da revista Variety deu ao filme uma crítica mista, escrevendo: "Estrelando Mickey Rourke como um assassino aposentado da CIA que se tornou treinador do vizinho desajustado de Nat Wolff, Ashby é uma confusão de gêneros que faz uso malfeito de esportes do ensino médio, crime-comédia, romance adolescente e outras fórmulas para fins levemente desviantes que nunca são convincentes ou engraçados o suficiente.
Kate Erbland da Indiewire.com também deu ao filme uma crítica mista, escrevendo: "É inevitável que Ashby esmague seus dois enredos mais importantes — a misteriosa busca de Ashby e as tentativas de Ed de ser uma estrela do futebol— mas McNamara tenta manter o filme em andamento, e por todas as suas tramas meio armadas, Ashby é capaz de manter um tom consistentemente humorístico e leve. A visão de mundo de Ed e Ashby é mais do que um pouco distorcida, mas a do filme também é, e funciona bem o suficiente para manter o filme divertido e animado..

### Bilheteria
O filme foi lançado em vídeo sob demanda, além de estrear em 15 cinemas. O filme estreou com um final de semana ruim de US$ 4.631, com uma média por cinema de US$ 309.